# Xã Bell, Quận Jefferson, Pennsylvania
Xã Bell (tiếng Anh: Bell Township) là một xã thuộc quận Jefferson, tiểu bang Pennsylvania, Hoa Kỳ. Năm 2010, dân số của xã này là 2.056 người.